# Neuburg (Mecklenburg)
Neuburg (ⓘ, bis zum 31. Dezember 2001 Neuburg-Steinhausen) ist eine Gemeinde im Nordosten des Landkreises Nordwestmecklenburg in Mecklenburg-Vorpommern (Deutschland). Sie ist Verwaltungssitz des gleichnamigen Amtes, dem weitere fünf Gemeinden angehören.

## Geografie
Die Gemeinde Neuburg liegt zwischen der Hansestadt Wismar und Neubukow in einer Grundmoränenlandschaft, etwa 12 km von der Küste gegenüber der Insel Poel entfernt. Der höchste Punkt der Gemeinde liegt bei 101 m ü. NN.
Umgeben wird Neuburg von den Nachbargemeinden Alt Bukow im Norden, Carinerland im Osten, Züsow im Südosten, Benz im Süden, Hornstorf im Südwesten, Krusenhagen und Blowatz im Westen sowie Boiensdorf im Nordwesten.
Ortsteile
Zu Neuburg gehören die Ortsteile
| - Hagebök - Ilow - Kartlow - Lischow - Madsow - Nantrow - Neuendorf | - Neu Farpen - Neu Nantrow - Steinhausen - Tatow - Tillyberg - Vogelsang - Zarnekow |

## Geschichte
Neuburg taucht 1219 erstmals in einer Urkunde auf. Der Name deutet auf eine von zwei obotritischen Burgen hin. Eine der beiden war die Ilenburg oder Burg Ilow beim gleichnamigen Ortsteil. Die namensgebende Neuburg von  nach 1171 befand sich westlich des Ortes, am jetzigen Sportplatz und ist immer noch sichtbar. Die romanisch/gotische Dorfkirche Neuburg wurde bis 1244 als Residenzkirche errichtet. Der gotische Turm stammt aus dem 14. Jahrhundert.
In den letzten Jahren (Stand 2015) hat sich Neuburg zu einem kleinen Zentrum für die ländliche Umgebung entwickelt und wurde zu einem bevorzugten Wohnstandort. Neben Arztpraxen und Versorgungseinrichtungen verfügt die Gemeinde über die Regionalen Schule als inklusive Grundschule sowie die Heimvolkshochschule in Vogelsang.
Neu Farpen: Das Gutshaus stammt von um 1820, das Gut einen Umfang von 134 ha. Neu Farpen selbst geht zurück auf eine jungslawische Siedlung nach dem 11. Jahrhundert.
Steinhausen: Steinhausen ist ein altes Gutsdorf, an letzter Stelle in der Hand der mecklenburgischen Uradeladelsfamilie von Vieregge. Das Gutshaus stammt aus dem 19. Jahrhundert. Steinhausen war ein Lehngut und wurde zu einem Familienfideikommiss umgestaltet. Ende der 1920er Jahre beinhaltete dieser große landwirtschaftliche Betrieb eine Fläche von 537 ha, davon waren 60 ha Wald. Letzte Eigentümer waren der Oberstleutnant Otto Adam von Vieregge (1867–1931). Ihn beerbte sein Bruder, der ebenso den Dienstrang eines Oberstleutnants erreichte, Henning von Vieregge (1872–1945), verheiratet zuletzt mit Lisa von Oertzen. Das Paar hatte keinen eigenen Kinder und adoptierte 1933 zur Erbregelung den Großneffen Konrad von Randow, genannt von Vieregge-Randow (1921–2003).
Tatow: Das Gut mit 538 ha gehörte dem Kammerherrn Joachim von Stralendorff-Gamehl und war zeitweise an einen Rittmeister von der Lühe und den Loos’schen Erben verpachtet.
Tillyberg: Tillyberg hatte im letzten Jahrhundert eine ausgewiesene Gemarkungsgröße von 40 ha.
Vogelsang: Gutsbesitzer waren u. a. die Familien von Bülow, von Plessen, von Maydell, von Stralendorf, Schade und Schröder.
Eingemeindungen: Am 1. Juli 1950 wurden Kartlow nach Neuburg und Zarnekow nach Steinhausen eingemeindet. Am 1. April 1959 entstand die neue Gemeinde Neuburg-Steinhausen durch den Zusammenschluss der beiden namengebenden Orte. Am 1. Januar 2002 schlossen sich die Gemeinden Neuburg-Steinhausen und Hagebök zur neuen Gemeinde Neuburg zusammen.

## Bevölkerung
| Jahr | Einwohner |
| ---- | --------- |
| 1990 | 1609      |
| 1995 | 1607      |
| 2000 | 1739      |
| 2005 | 2137      |
| 2010 | 2034      |
| 2015 | 2068      |

| Jahr | Einwohner |
| ---- | --------- |
| 2020 | 2129      |
| 2021 | 2146      |
| 2022 | 2148      |
| 2023 | 2163      |

 Stand: 31. Dezember des jeweiligen Jahres

## Politik

### Gemeindevertretung
Die Gemeindevertretung von Neuburg besteht aus 12 Mitgliedern. Die Kommunalwahl am 9. Juni 2024 führte bei einer Wahlbeteiligung von 68,8 % zu folgendem Ergebnis:
| Partei / Wählergruppe              | Stimmenanteil 2019 | Sitze 2019 |  | Stimmenanteil 2024 | Sitze 2024 |
| ---------------------------------- | ------------------ | ---------- |  | ------------------ | ---------- |
| Perspektive Gemeinde Neuburg (PGN) | –                  | –          |  | 34,4 %             | 4          |
| CDU                                | 28,3 %             | 3          |  | 24,9 %             | 3          |
| Wählergemeinschaft Neuburg         | 42,4 %             | 5          |  | 22,5 %             | 3          |
| Die Linke                          | 19,5 %             | 2          |  | 07,6 %             | 1          |
| Einzelbewerber Christoph Wittmiß   | 06,5 %             | 1          |  | 06,0 %             | 1          |
| Einzelbewerberin Katrin Gröger     | –                  | –          |  | 03,8 %             | –          |
| FDP                                | –                  | –          |  | 00,7 %             | –          |
| SPD                                | 03,3 %             | –          |  | –                  | –          |
| Insgesamt                          | 100 %              | 11         |  | 100 %              | 12         |

### Bürgermeister
- 2009–2019: Heidrun Teichmann (Die Linke)[13]
- seit 2019: Bernd Hartwig (CDU)

Hartwig wurde bei der Bürgermeisterwahl am 26. Mai 2019 mit 68,2 % der gültigen Stimmen gewählt. Am 9. Juni 2024 wurde er mit 63,7 % der gültigen Stimmen in seinem Amt bestätigt. Seine Amtsdauer beträgt fünf Jahre.

### Wappen
| Wappen von Neuburg | Blasonierung: „In Silber, im Schildfuß im blauen Gewässer mittig ein nach rechts gekehrter silberner Fisch, darüber eine gewölbte goldene Steinbogenbrücke, über die sich eine ausladende rote Burg mit drei Türmen und jeweils fünf überstehenden Zinnen erhebt.“ |
| Wappen von Neuburg | Wappenbegründung: Die Burg steht in dem Wappen für den Namen der Gemeinde und symbolisiert mit ihren drei Türmen den Zusammenschluss der drei Gemeinden Neuburg, Steinhausen (1959) und Hagebök (2002) zur heutigen Gemeinde. Jede der 15 Zinnen steht für eine der 15 Ortschaften der Gemeinde. Die stilisierte Steinbogenbrücke zur Burg versinnbildlicht die historisch gewachsenen Beziehungen sowohl zum Land Mecklenburg-Vorpommern als auch zu den nahe gelegenen Hansestädten Wismar und Lübeck. Der schwimmende Fisch soll den Naturreichtum der Gemeinde und die bedeutende wirtschaftliche Nutzung des Farpener Stausees veranschaulichen. Das Wappen wurde von dem Rosenthaler Peter Neichel und dem Schweriner Jürgen Willbarth gestaltet. Es wurde am 23. Juli 2018 durch das Ministerium des Innern genehmigt. |

Am 22. Februar 2018 hat die Gemeindevertretung Neuburg die Annahme des nachstehend beschriebenen Wappens beschlossen, die der Innenminister von Mecklenburg-Vorpommern genehmigte. Die Urkunde dazu überreichte er der Bürgermeisterin Heidrun Teichmann am 28. Juli 2018.

### Flagge
Die Gemeinde verfügt über keine amtlich genehmigte Flagge.

### Dienstsiegel
Das Dienstsiegel zeigt das Gemeindewappen mit der Umschrift „GEMEINDE NEUBURG • LANDKREIS NORDWESTMECKLENBURG“.

## Sehenswürdigkeiten

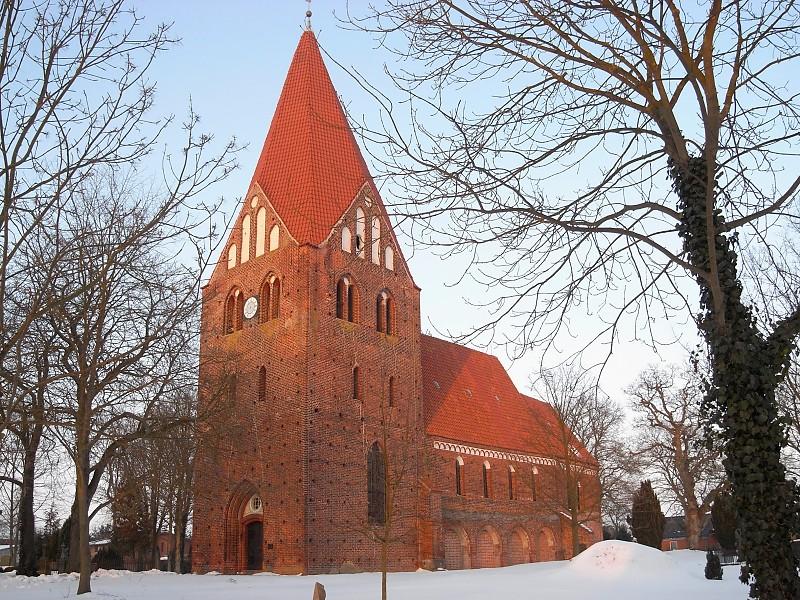
Dorfkirche in Neuburg

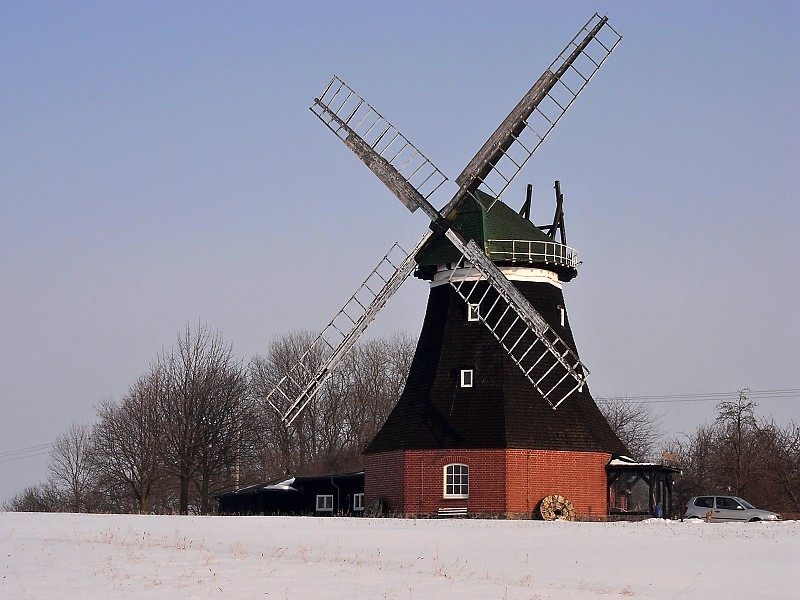
Erdholländer in Nantrow

- Die Neuburger Kirche wurde bis 1244 als Residenzkirche errichtet und ist eine der ältesten Dorfkirchen Mecklenburgs. Sie besteht aus dem  einschiffigen Langhaus als Backsteinbau aus der Zeit des Übergangs von der Backsteinromanik zur Backsteingotik und dem rechteckigen, gewölbten Chor. Der rechteckige, gotische Turm stammt aus dem 14. Jahrhundert.
- Wallberg mit Freilichtbühne
- Farpener Stausee
- Windmühle in Nantrow
- Slawische Burganlage Neuburg
- Landgut Lischow mit eingeschossigem Gutshaus und dreigeschossigem Seitenflügel; heute Ferienwohnhaus und Café.
- Klassizistisches, eingeschossiges, 9-achsiges Gutshaus Neu Farpen von um 1820; seit 1998 Pension.
- Gutshaus Steinhausen: Sanierter, zweigeschossiger, 9-achsiger Putzbau mit Mittelrisalit

## Verkehr
Neuburg liegt an der Bundesstraße 105 und der parallel verlaufenden Bahnstrecke Wismar–Rostock.

## Sport
Die Herrenmannschaft des Fußballvereins Neuburger SV spielt in der Saison 2023/24 in der Kreisoberliga Schwerin-Nordwestmecklenburg.

## Persönlichkeiten
- Carmen Blazejewski (* 1954), Filmschaffende und Schriftstellerin, wirkt seit 1993 in Neu Nantrow